# المحيط الهندي الهادئ الأوسط

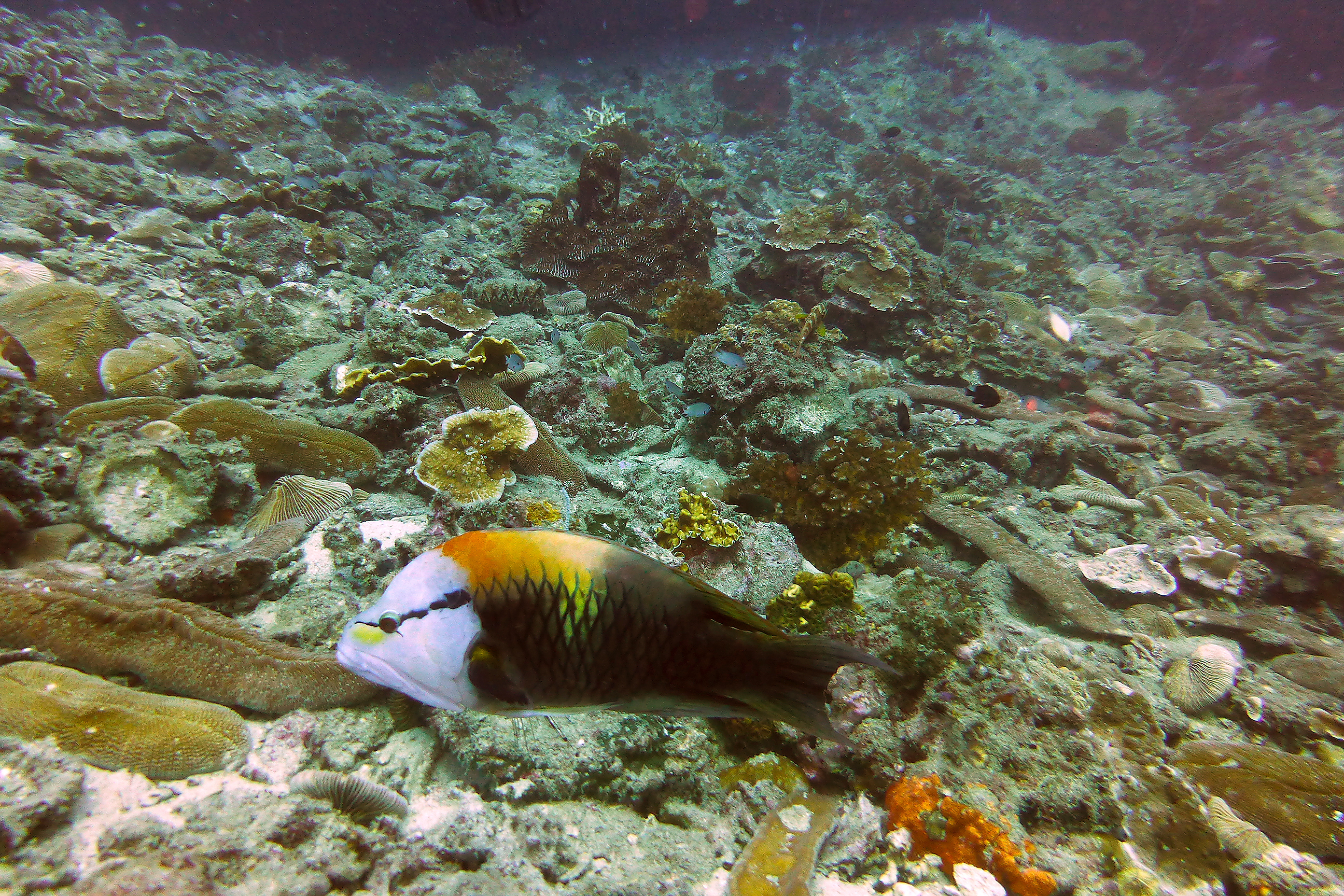

المحيط الهندي الهادئ والأوسط هي منطقة جغرافيا حيوية من مناطق بحار الأرض تجمع ما بين المياه الاستوائية لغربي المحيط الهادئ وشرقي المحيط الهندي والبحار الرابطة بينهما.
وتعد منطقة المحيط الهندي الهادئ والأوسط جزءًا من منطقة المحيطين الهندي والهادئ الأعظم، والتي تحتوي على المحيط الهندي الاستوائي والمحيط الهادئ الاستوائي الأوسط والغربي والبحار الواصلة بينهما في المنطقة العامة لإندونيسيا. ويمكن تصنيف منطقة المحيط الهندي الهادئ الأوسط على أنه مملكة بحرية هائلة، حيث تعد كبرى أجزاء الجغرافيا الحيوية لأحواض المحيطات في العالم، أو أنها تشكل مملكة فرعية تضم أجزاءً من المحيطين الهندي والهادئ.
وتشمل منطقة المحيط الهندي والهادئ الأوسط السواحل الشرقية من المحيط الهندي الاستوائي، التي تشمل معظم سواحل المحيط الهندي من الأرخبيل الإندونيسي والساحل الشمالي الأسترالي وجزر كوكوس وجزر عيد الميلاد. تمتد هذه المنطقة عبر البحار الاستوائية التي تربط المحيطين الهادي والهندي، كما تشمل بحر جاوة في وسط إندونيسيا، وبحر الصين الجنوبي بين كتلة اليابسة الآسيوية وأرخبيلات الفلبين والملايو، وبحر آرافورا الذي يفصل أستراليا عن غينيا الجديدة. وتشمل المنطقة أيضًا البحار المحيطة بمجموعات جزر المحيط الهادئ الغربي والتي تشمل جزر ريوكو وجزر كارولين وجزر ماريان وغينيا الجديدة وأرخبيل بسمارك وجزر سليمان وجمهورية فانواتو و كاليدونيا الجديدة وفيجي وتونغا وجزيرة لورد هاو.
يحد هذه المنطقة من الغرب المحيط الهندي - الهادي الغربي مع وجود مقطع انتقالي عند مضيق ملقا وجنوب جزيرة سومطرة. ويشمل المحيط الهندي الهادئ الأوسط البحار المحيطة بالنصف الشمالي من أستراليا، بينما تشمل المملكة البحرية أستراليا آسيا الأوسط البحار المحيطة بالنصف الجنوبي لأستراليا. والحدود بين هاتين المملكتين البحريتين توجد في أستراليا الغربية وكوينزلاند الجنوبية. وينحدر المحيط الهندي الهادئ الشرقي نحو الشرق، ويمتد عبر معظم جزر البولنيسيا الاستوائية. كما ينحدر نحو الشمال، إلى مضيق تايوان مكونًا الحدود مع المحيط الهادئ الشمالي الأوسط الذي يشمل أيضًا جزر اليابان الكبرى.
يحتوي المحيط الهندي الهادئ الأوسط على أكبر مجموعة متنوعة من المرجان الاستوائي في العالم، ويحتوي على أكبر وثاني أكبر تشكيلات مرجانية في العالم ويحتوي على الحاجز المرجاني العظيم الأسترالي والحاجز المرجاني لكارولينا الجديدة.

## التقسيمات الفرعية
ينقسم المحيط الهندي الهادئ الأوسط إلى أقاليم بحرية والأقاليم البحرية مقسمة بدورها إلى مناطق بيئية بحرية:

### بحر الصين الجنوبي
- خليج تونكين
- الصين الجنوبية
- جزر بحر الصين الجنوبي المحيطية

### سلسلة سوندا
- خليج تايلاند
- فيتنام الجنوبية
- سلسلة سوندا/ بحر جاوة
- مضيق ملقا

### جاوة الانتقالية
- جاوة الجنوبية
- رافد كوكوس/ جزيرة الكريسماس

### كوريشيو الجنوبية
- كوريشيو الجنوبية

### المحيط الهادئ الشمالي الغربي الاستوائي
- جزر أوجاسوارا
- جزر ماريانا
- جزر كارولاين الشرقية
- جزر كارولاين الغربية

### مثلث كورال الغربي
- بالاوان/ بورنيو الشمالية
- الفلبين الشرقية
- بحر سولاويسي/ مضيق ماكاسار
- هالماهيرا
- بابوا
- بحر باندا
- ليسر سوندا
- شمال شرق سولاويسي

### مثلث كورال الشرقي
- بحر بسمارك
- أرخبيل سليمان
- بحر سليمان
- جنوب شرق بابوا غينيا الجديدة

### سلسلة ساهول
- خليج بابوا
- بحر آرافورا
- من ساحل آرنهيم إلى خليج كاربنتيرا
- ساحل بونابارت
- سلسلة شمال شرق أستراليا
- الحاجز المرجاني العظيم شمال مضيق توريس
- وسط وجنوب الحاجز المرجاني العظيم

### سلسلة شمال غرب أستراليا
- من إكسماوث إلى بروم
- ننجالو

### المحيط الهادئ الجنوبي الغربي الاستوائي
- جزر تونغا
- جزر فيجي
- فانواتو
- كاليدونيا الجديدة
- بحر كورال

### جزر لورد هاو ونورفولك
- جزر لورد هاو ونورفولك